# Бендер, Станислав

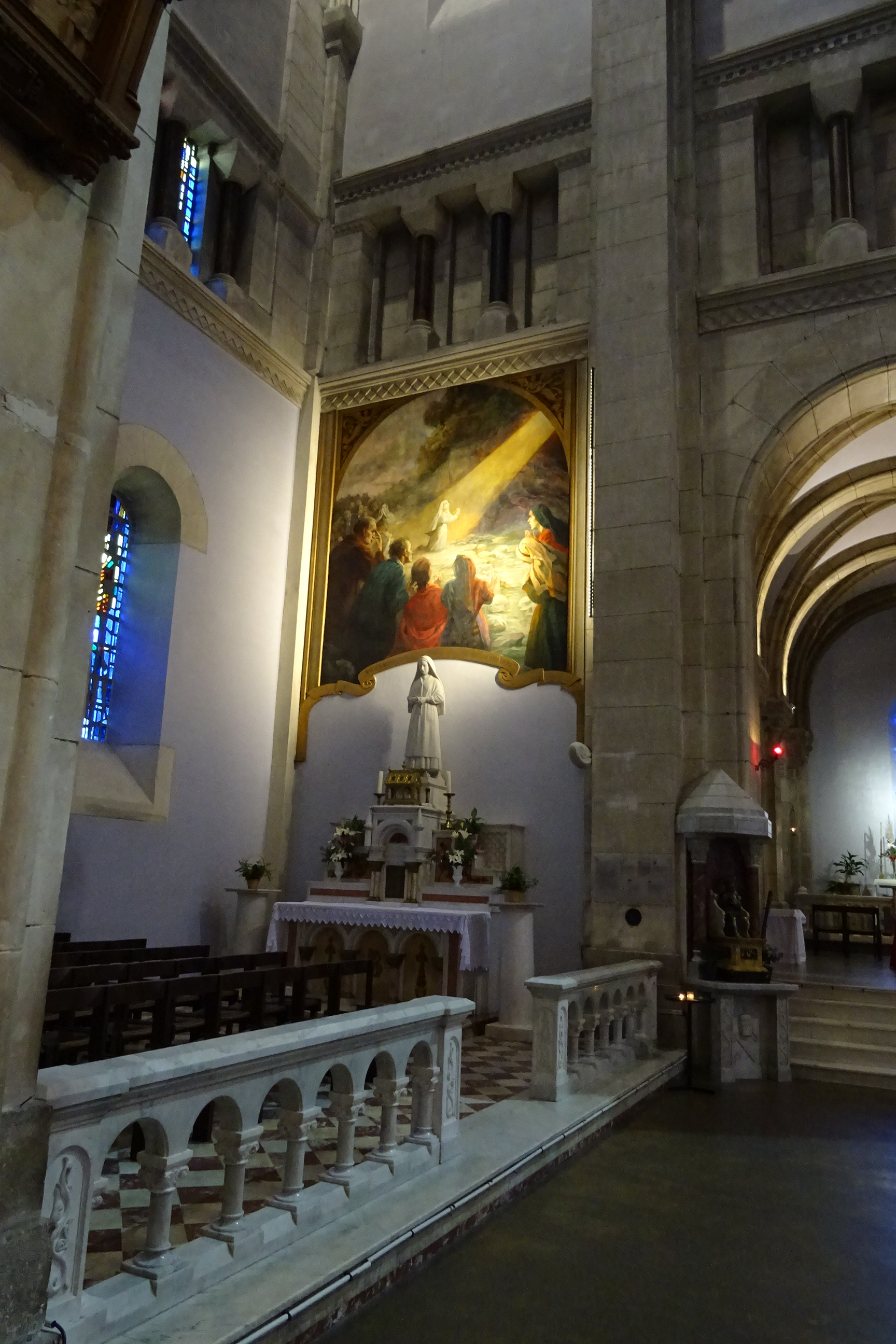
Фреска «Экстаз святой Бернадетты» авторства Станислава Бендера в приходской церкви Святого Сердца в Лурде

Станислав Бендер (пол. Stanisław Bender, 1882, Лодзь, Петроковская губерния — 1975, Мюнхен) — польский художник.

## Биография
Бендер родился в Лодзи в еврейской семье. После сдачи выпускных экзаменов в средней школе он работал в мастерской литографии, где также научился рисовать. В 1904 году он начал обучение в Париже в Академии Жюлиана у Жана-Поля Лорана и Жюля Жозефа Лефевра. В 1909 году он переехал в Мюнхен, где в октябре начал обучение в Королевской академии изящных искусств под руководством Питера Хальма и Людвига фон Гертериха и управлял студией на Изабеллаштрассе. В целях получения прибыли он оформлял рекламные брошюры, плакаты, а также оформлял интерьеры. В 1921–1923 годах он вернулся в свой родной город Лодзь, где участвовал в выставках еврейских художников и создавал произведения по заказу лодзинских фабрикантов. В 1930-х годах он переехал в Париж с дочерью Марылкой. После оккупации Франции Германией во время Второй мировой войны они скрывались в Лурде; благодаря помощи церковных властей его дочь была спасена от ссылки в концлагерь. После Второй мировой войны вернулись в Мюнхен. В 1947 году в знак благодарности лурдской общине и церковным властям за то, что они спрятали его и дочь во время войны и спасли Марылку от ссылки в лагерь, Бендер написал фреску размером 4 х 4 м в приходской церкви Святого Сердца в Лурде под названием «Экстаз святой Бернадетты». Благодаря пожертвованиям благотворителей в 2013 году фреска была отреставрирована.

### Личная жизнь
Станислав Бендер был женат — его жена умерла в 1919 году в возрасте 34 лет от испанки. У пары родилась дочь Марылка Бендер-Келлер (1909–2014), художница и философ, жена философа и инженера Кристиана Келлера.

## Творчество
Основной темой картин Бендера были повседневная жизнь хасидов и портреты деятелей своего времени, а также пейзажи и жанровые сцены из Баварии. В 1919 году во Франкфурте вышел альбом с 12 репродукциями изображений еврейской жизни, а также серия открыток Бендера в Мюнхене. Работы Бендера можно найти, среди прочего, в Еврейском музее в Берлине и в частных коллекциях.